# Tauplitz

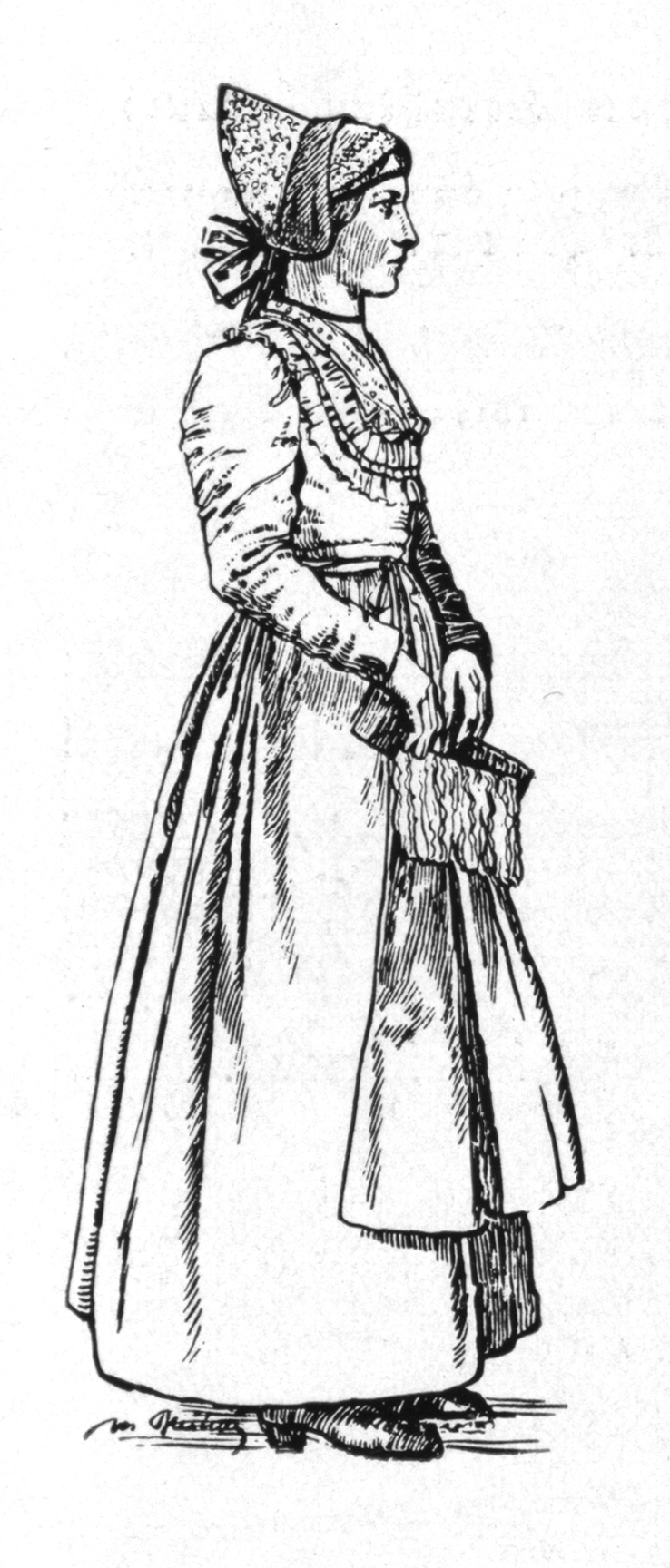
Tauplitzerin um 1860

Tauplitz ist eine Ortschaft der Marktgemeinde Bad Mitterndorf und ehemals eigenständige österreichische Gemeinde mit 976 Einwohnern (Stand: 1. Jänner 2023). Sie liegt im steirischen Salzkammergut
im Bezirk Liezen und Gerichtsbezirk Liezen. Im Rahmen der Gemeindestrukturreform in der Steiermark wurde sie am 1. Jänner 2015 mit den Gemeinden Bad Mitterndorf und Pichl-Kainisch zusammengeschlossen.
Die neue Gemeinde führt den Namen Marktgemeinde Bad Mitterndorf weiter. Grundlage für den Zusammenschluss war das Steiermärkische Gemeindestrukturreformgesetz – StGsrG. Eine Beschwerde, die von den Gemeinden Pichl-Kainisch und Tauplitz gegen die Zusammenlegung beim Verfassungsgerichtshof eingebracht wurde, war nicht erfolgreich.

## Geographie

### Geographische Lage
Tauplitz liegt im Hinterberger Tal im steirischen Salzkammergut. Die Tauplitzalm ist vom Tauplitzer Ortszentrum per Sessellift erreichbar, vom Nachbarort Bad Mitterndorf aus ist sie durch eine Straße erschlossen. In der Gemeinde liegt eine der größten Skiflugschanzen der Welt, der Kulm, und das Skigebiet Tauplitzalm. Am Hochplateau der Tauplitzalm liegen die sechs Tauplitzseen (Steirersee, Schwarzensee, Großsee, Krallersee, Märchensee und Tauplitzsee).

### Gliederung
Das Gemeindegebiet umfasste folgende vier Ortschaften (in Klammern Einwohnerzahl Stand 1. Jänner 2024):
- Furt (169)
- Klachau (216)
- Tauplitz (588)
- Tauplitzalm (13)

Die Gemeinde bestand aus den beiden Katastralgemeinden Klachau und Tauplitz.

### Ehemalige Nachbargemeinden
|                 | Grundlsee                                   | Hinterstoder, OÖ  |
| Bad Mitterndorf | Kompassrose, die auf Nachbargemeinden zeigt | Pürgg-Trautenfels |
|                 | St. Martin am Grimming                      |                   |

## Geschichte
Zur Geschichte von Tauplitz siehe auch Bad Mitterndorf.
Der Name „Tauplitz“ leitet sich vom alpenslawischen „Toplica“ ab, was so viel wie „Warmwasser(quelle)“ bedeutet. Tauplitz soll nach Überlieferungen an einer warmen Naturquelle erbaut worden sein. Die Quelle wurde später allerdings durch einen Erdrutsch verschüttet.

## Kultur und Sehenswürdigkeiten

### Bauwerke
- Pfarrkirche zum Heiligen Kreuz, Ende des 18. Jahrhunderts errichtet, nach der Abtrennung der Pfarre von der Pfarre Pürgg.
- sog. Zinner-Villa, kleineres Jagdschloss in Klachau, errichtet von Adalbert Ritter von Zinner.
- alte Bauernhöfe (Ennstaler Haufenhöfe) mit gezimmerten Stadeln.

### Sport
- Der Kulm (HS235) ist eine der größten Schanzen der Welt. Durch den Umbau 2014 für die Skiflug-Weltmeisterschaft 2016 hat der Kulm den Status als größte Naturschanze verloren.
- Ehemals längster Sessellift der Welt auf die Tauplitzalm.

## Wirtschaft und Infrastruktur
Der Ort bietet Winter- und Sommersportmöglichkeiten. Die Tauplitzalm ist als Wander- und Skigebiet ausgebaut.

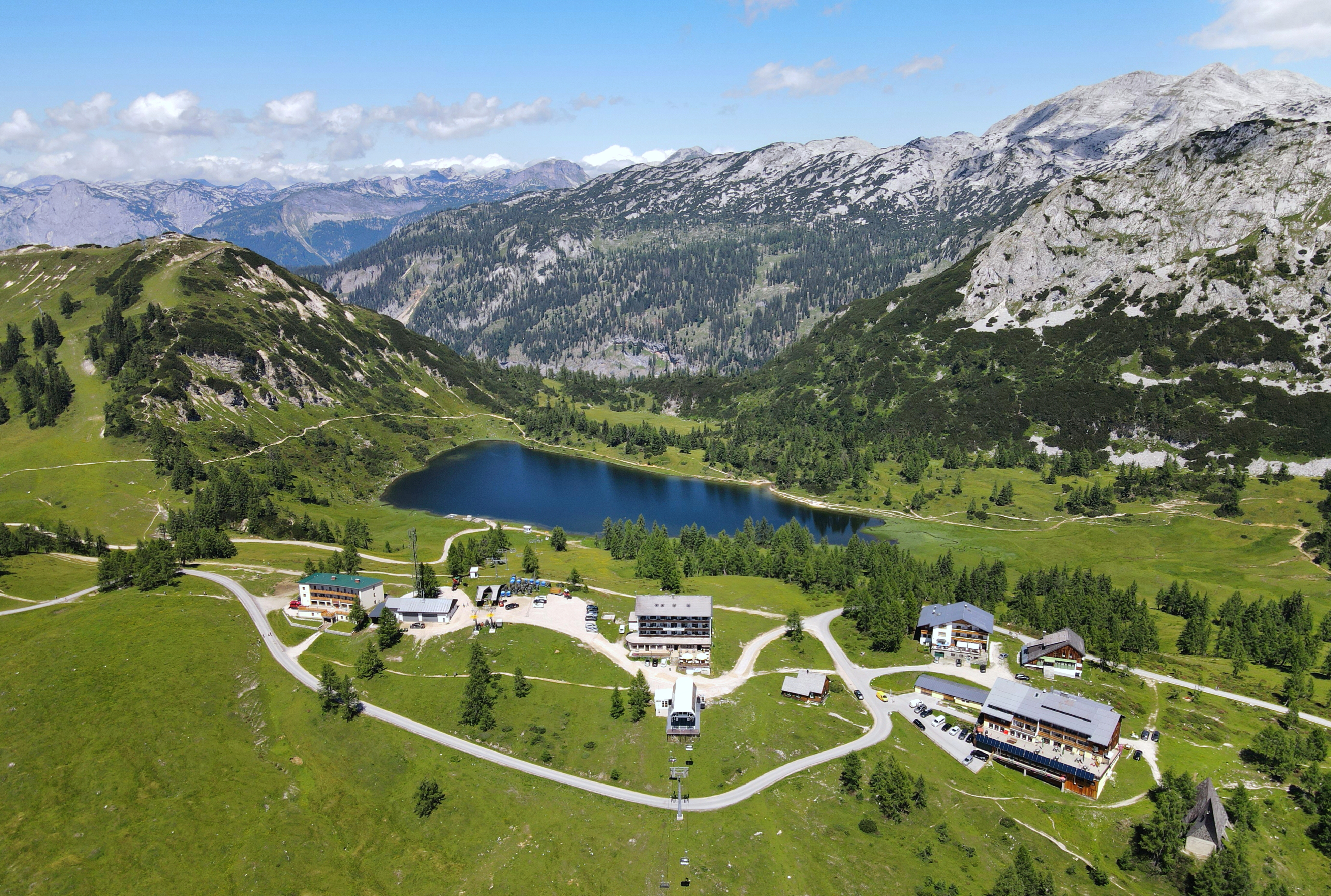
Tauplitzalm
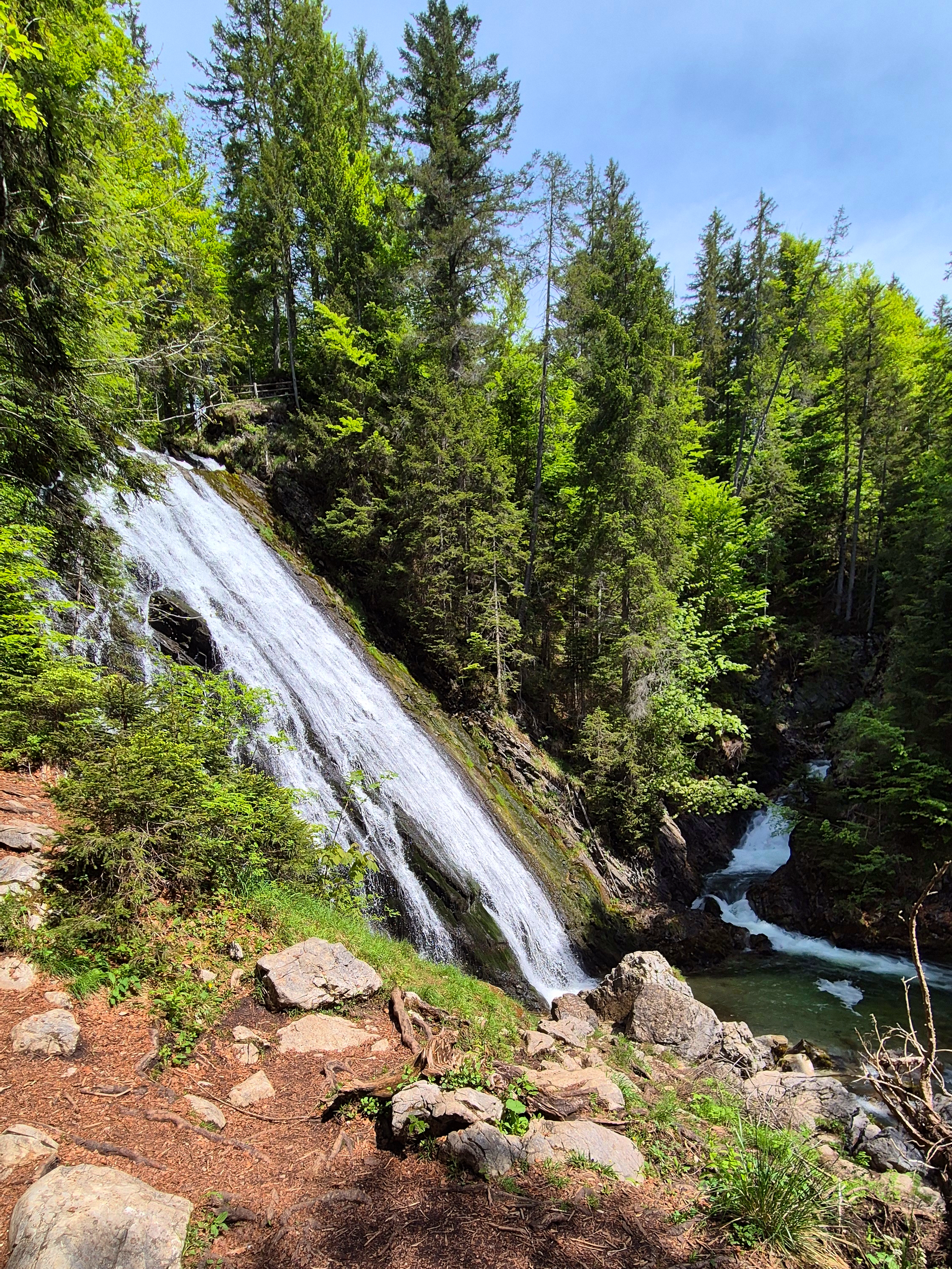
Tauplitzer Wasserfall
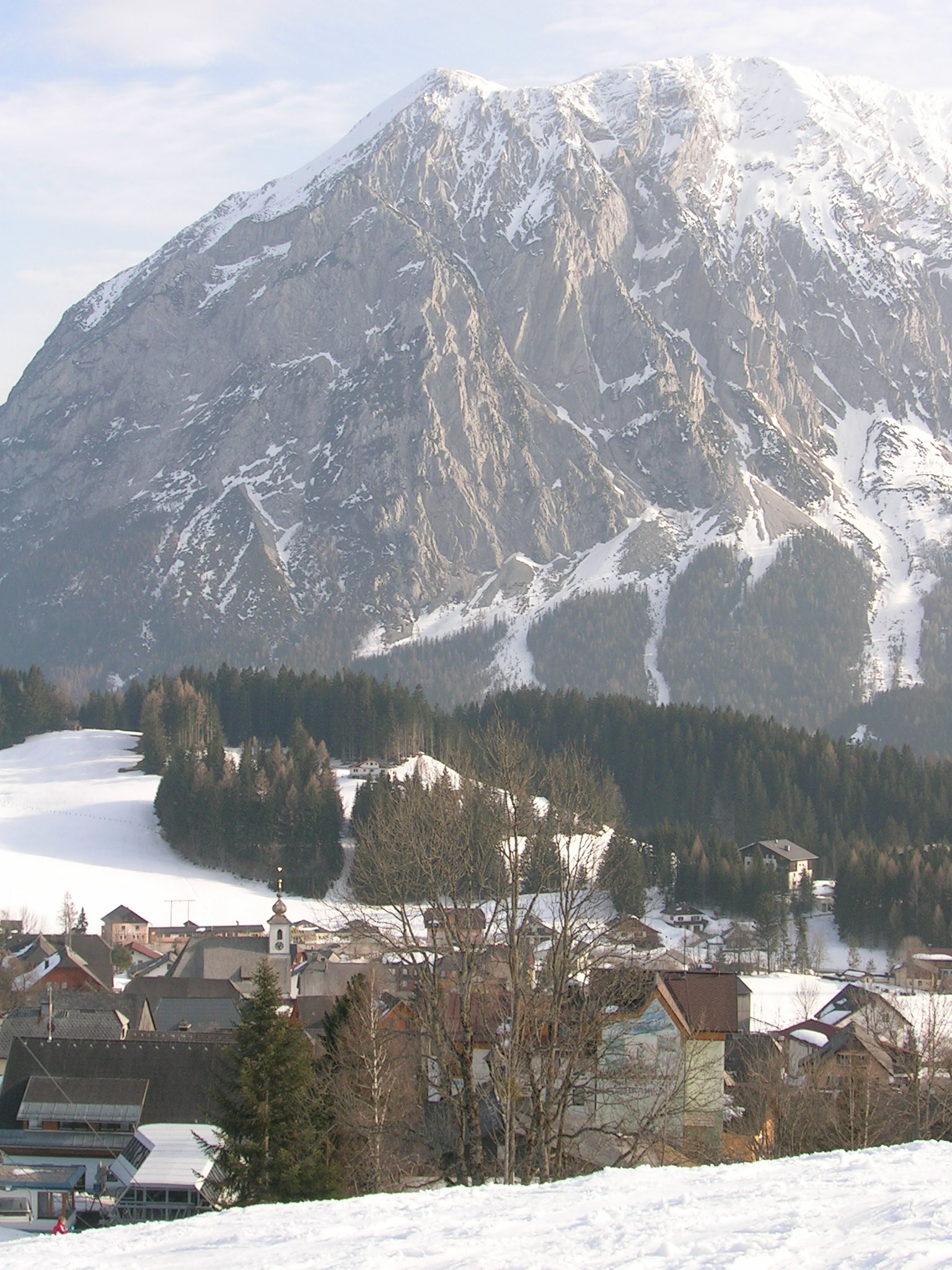
Blick auf Tauplitz und den Grimming

### Verkehr
Tauplitz wird durch die Salzkammergutbahn an das nationale und internationale Eisenbahnnetz angebunden.

## Politik

### Gemeinderat
Bürgermeister war bis zur Auflösung der Gemeinde am 31. Dezember 2014 Peter Schweiger (ÖVP). Der Gemeinderat bestand aus 15 Mitgliedern und setzte sich seit der Gemeinderatswahl 2010 aus acht Mandataren der ÖVP, vier Mandataren der SPÖ und drei Mandataren der FPÖ zusammen.

### Wappen
Bis zu ihrer Auflösung führte die Gemeinde Tauplitz ein eigenes Wappen. Die offizielle Blasonierung des 2000 verliehenen Gemeindewappens lautet:

„In silbernem Schild ein von je drei auswärts gekehrten roten Alpenrosen begleiteter blauer Schrägrechtsbalken, darin ein dreistufiger silberner Balken, dieser bewinkelt von sechs silbernen Schneekristallen.“

### Städtepartnerschaften
- Iklad, Ungarn

## Persönlichkeiten

### Ehrenbürger
- 1975: Hannes Bammer (1922–2017), Landesrat[7]
- 1976: Franz Wegart (1918–2009), Landeshauptmann-Stellvertreter[8]
- 1984: Hans Gross (1930–1992), Landeshauptmann-Stellvertreter

### Töchter und Söhne der Gemeinde
- Lea Sölkner (* 1958), Skirennläuferin